# George Lincoln Rockwell

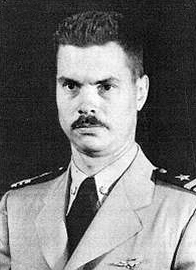
George Lincoln Rockwell, 1951

George Lincoln Rockwell (* 9. März 1918 in Bloomington, Illinois; † 25. August 1967 in Arlington, Virginia) war der Gründer und „Führer“ der World Union of Free Enterprise National Socialists und ihres Nachfolgers, der American Nazi Party. Bekannt wurde er in den Medien unter der Bezeichnung „American Hitler“.

## Ausbildung und Tätigkeit als Soldat
Rockwell wurde in Bloomington, Illinois als Sohn zweier Vaudeville-Schauspieler geboren. Sein Vater George Lovejoy Rockwell war englisch-schottischen Ursprungs, seine Mutter Claire Schade Rockwell deutsch-französischer Abstammung. Von seinen Eltern erlernte er nach eigenen Angaben das Talent zu reden und Massen zu beeindrucken. Er ging als Schüler auf die Hebron Academy in Maine und studierte ab 1938 Philosophie auf der Brown University. Er lehnte in seinem Studium insbesondere die Idee von der Gleichheit der Menschen ab und warb für die Christian-Identity-Bewegung.
1940 brach er das Studium ab und trat der US Navy bei, wo er auch im Zweiten Weltkrieg diente. Nach dem Zweiten Weltkrieg wurde er Grafikdesigner in der Werbebranche. Zur Ausbildung von Soldaten für den Koreakrieg wurde er 1950 wieder eingezogen und nach San Diego versetzt. 1952 wurde er nach Island verlegt und beendete 1954 seinen Dienst.

## Gründung und Führung der American Nazi Party
1955 veröffentlichte Rockwell eine Zeitschrift für die Ehefrauen von Soldaten, die sich für Rassentrennung und Antikommunismus aussprach. Aufgrund finanzieller Schwierigkeiten wurde sie kurz darauf wieder eingestellt.
Im März 1959 gründete er die World Union of Free Enterprise National Socialists (WUFENS), eine rassistische und antikommunistische Partei, die sich vor allem für Rassentrennung und gegen Gemeineigentum und staatliche Eingriffe in die Wirtschaft aussprach. Im Dezember 1959 wurde sie in die American Nazi Party mit Hauptsitz in Arlington County umbenannt.
Unter Rockwell unterstützte die Nazi Party anfangs den Ku Klux Klan, insbesondere gegen die Bestrebungen der schwarzen Bürgerrechtsbewegung und Martin Luther King. Rockwell sah den Klan jedoch später als zu ineffektiv an und gab die Unterstützung auf. 1965 erhielt Rockwell von Malcolm X ein Telegramm, in dem ihm harte Vergeltung angekündigt wurde, falls Rockwell und seine Leute King oder andere Schwarze körperlich angreifen sollten.
Am 25. Juni 1961 war Rockwell mit zehn anderen Mitgliedern seiner Partei Zuhörer einer Veranstaltung der Nation of Islam, auf der auch Malcolm X sprach, und spendete 20 Dollar. Rockwell äußerte, dass er bevorzuge, wenn die Mitglieder nach Afrika gehen würden, allerdings betrachte er die Nation of Islam als „schwarze Nazis“, weil sie dasselbe wollen wie er – Segregation.
Bekannt wurde Rockwell vor allem durch ein umfangreiches Interview von April 1966 mit dem Playboy-Magazin. Das Interview führte der schwarze Journalist Alex Haley im Hauptsitz der American Nazi Party. Rockwell hatte zugesichert bekommen, dass kein Jude das Interview führen werde und nahm irrtümlich an, dass man natürlich auch keinen Schwarzen schicken werde. Er sicherte jedoch Haley dann Sicherheit für den Interviewaufenthalt zu und entschloss sich, das Interview trotzdem durchzuführen.
Als Parteiführer nannte Rockwell als Ziele unter anderem, alle Schwarzen nach Afrika zu deportieren und alle „kommunistischen Verräter“ hinzurichten. Juden sollte der Aufenthalt gewährt bleiben (mit Ausnahme schwarzer und kommunistischer Juden), aber nur wenn sie kastriert werden und ihr Eigentum an andere weiße Amerikaner abgeben. Den Holocaust leugnete er und bezeichnete ihn als kommunistische Verschwörung. Hitler bezeichnete er als Segen. Außerdem befürwortete er den Vietnamkrieg. Rockwell nannte als grundsätzliches Problem, die USA seien eine Nation von „Beatniks und Friedenskriechern“ geworden. Außerdem kündigte er an, als Präsident sofort einen Nuklearschlag gegen China durchzuführen.

## Tod
Am 25. August 1967 wurde er von John Patler vor einem Waschsalon erschossen. Nach dem Mord kam es zum Streit zwischen Rockwells Angehörigen, die den Weltkriegsveteranen auf einem Militärfriedhof bestatten wollten, und der Partei, die den Leichnam aufgrund eines angeblichen Testaments Rockwells für sich beanspruchte. Das Verteidigungsministerium ließ schließlich ein Begräbnis auf dem Culpeper National Cemetery zu, allerdings unter der Bedingung, dass die Parteimitglieder keine Hakenkreuze und Parteiabzeichen tragen würden. Da sich einige nicht daran hielten, wurde ein erstes Begräbnis im August 1967 von der US-Armee verhindert. Danach lehnten sechs weitere Friedhöfe ein Begräbnis Rockwells ab. Am 31. August 1967 bestätigte die Parteispitze, dass Rockwell am Morgen verbrannt worden war.

## Sonstiges
- In der US-Fernsehserie Roots – The next Generation aus dem Jahr 1979 wird Rockwell von Marlon Brando dargestellt.
- 2018 The Man in the High Castle, Staffel 3 (5 Folgen) – Verkörpert von David Furr, nimmt Rockwell im dystopischen Alternativwelt-Szenario die Rolle des Reichsmarschall des American Reich (fiktives Gegenstück zur USA) ein. In der Serie trägt Rockwell als Reichsmarschall eine blaue Luftwaffen-Uniform, die der realen Luftwaffen-Uniform von Hermann Göring gleicht.[6]